# Kirdford
Kirdford – wieś w Anglii, w hrabstwie West Sussex, w dystrykcie Chichester. Leży 27 km na północny wschód od miasta Chichester i 61 km na południowy zachód od Londynu. W 2001 miejscowość liczyła 912 mieszkańców.